# إليزابيث بلانكينتون
إليزابيث آن (بالإنجليزية: Elizabeth Ann) أو آن بلانكينتون (بالإنجليزية: Anne Plankinton) (27 يوليو، 1853 - 1923) فاعلة خير أمريكية في أوائل القرن العشرين، وهي ابنة رجل الأعمال جون بلانكينتون من ميلواكي. اشتُهرت أيضًا باسم «الآنسة ليزي» وأطلق سكان ميلواكي عليها لقب «الراعية المحلية» بسبب كرمها. قدمت تبرعًا كبيرًا لبناء أول منظمة خيرية في ميلواكي، جمعية الشابات المسيحيات (واي دبليو سي إيه). اشترت أيضًا أورغن مؤلف من مجموعة من الأنابيب كبير الحجم ومُتقن الصنع لوضعه في قاعة المدينة المشيدة حديثًا.
دعمت بلانكينتون الفنانين والحرفيين المحليين. من إحدى هداياها البارزة هي تمثال جورج واشنطن عام 1885 الذي تم وضعه في ساحة ميلواكي التذكارية في نهاية المطاف. يبلغ ارتفاعه تسعة أقدام ويقع على قاعدة يبلغ ارتفاعها 12 قدمًا. اعتُبر التمثال أول قطعة فنية عامة للمدينة والذي نحته خطيبها.
كان لدى بلانكينتون قصرًا مكونًا من ثلاث غرف نوم تم بناؤه لها في حي راقي في ميلواكي كهدية زفاف من والدها. تخلى عنها خطيبها وذهب مع راقصة من مينيابوليس. في حالة ذهول، فقدت بلانكينتون الاهتمام بالقصر. بقي القصر مهجورًا لمدة عقد ثم تم شراؤه في النهاية من قِبل إحدى الأرامل.

## سيرتها الذاتية
ولدت بلانكينتون في ميلواكي، ويسكونسن في 27 يوليو من عام 1853. وهي ابنة جون بلانكينتون وإليزابيث براسكر (أو بحسب بعض السجلات براكين أو بروكن). وُلد شقيقها الأكبر ويليام في عام 1844 وشقيقتها هانا في عام 1851؛ توفيت هانا بسبب مرض في القلب في عام 1870 عندما كانت بلانكينتون في السابعة عشرة من عمرها.

## قصر إليزابيث بلانكينتون
كان قصر إليزابيث بلانكينتون مكونًا من ثلاث غرف نوم في حي ميلواكي الراقي في ويست غراند، والذي بناه والدها، رجل الأعمال والمليونير جون بلانكينتون، وتم إدراجه في السجل الوطني للأماكن التاريخية. شُيد القصر في عام 1886-87 بتكلفة قدرها 100,000 دولار (أي ما يعادل 2.6 مليون دولار في عام 2020). وكان يقع على الجانب الآخر من الشارع من منزله الفخم. كانت ابنته إليزابيث مخطوبة للنحات الأمريكي ريتشارد هنري بارك، وقام ببناء المنزل لمنحها إيها كهدية زفاف. لم يتم الزواج أبدًا إذ في 18 سبتمبر من عام 1887 تخلّى بارك عن إليزابيث وتزوج راقصة من مينيابوليس بدلًا من ذلك. في حالة ذهول، فقدت إليزابيث الاهتمام تمامًا بالقصر ورفضت هدية زفافها ولم تعش أبدًا في المكان الذي يحمل اسمها؛ وبدلًا من ذلك، سافرت حول العالم. ظل القصر مهجورًا لما يقرب من عشر سنوات قبل بيعه في النهاية لأرملة في عام 1896 عاشت فيه حتى عام 1904. أعادت عائلتها بيعه في عام 1910 إلى فرسان كولومبوس، الذين استمروا في احتلاله واستخدامه حتى عام 1978. تم استرجاعه من قِبَل هيئة إعادة تطوير مدينة ميلواكي في عام 1967 ثم نُقلت ملكيته إلى جامعة ماركيت في عام 1975.
أثار القصر مشاعر قوية في ذلك الوقت، إذ دافع المؤرخ المحلي إتش راسل زيمرمان عن الحفاظ عليه بناءً على أسس تاريخية بعد أن تم دعمه بتحليل أجرته هيئة مسح المباني الأمريكية التاريخية (إتش إيه بي إس). ومع ذلك، تضمنت الآراء المحلية أن منظره كان «مؤذيًا للعين» و «عملاقًا قبيحًا» و «نصبًا تذكاريًا للذوق الفيكتوري السيئ»، إذ كان محاطًا بالكامل بمباني الجامعة بحلول عام 1980. أعلن ممثل جامعة ماركيت أن «القصر ليس تاريخيًا وغير مهم من الناحية المعمارية، وإنه نتاج أهواء المالك والمهندس المعماري ليس إلا، ولا يمثل مثالًا حقيقيًا على أي نمط معين من الهندسة المعمارية». قامت الجامعة بهدمه في أكتوبر عام 1980 لإفساح المجال لمرافق الطلاب؛ حدث هذا بعد شهرين تقريبًا من إصدار تقرير مسح (إتش إيه بي إس)، وعلى الرغم من إدراجه في السجل الوطني للأماكن التاريخية في عام 1976. اعتُبر تدمير القصر عاملًا هامًا في تشكيل لجنة الحفاظ على التاريخ في مدينة ميلواكي عام 1981 بهدف حماية التراث المعماري للمدينة.

## فعل الخير
سارت إليزابيث على خطى والدها كفاعلة خير وأطلق عليها مواطنو ميلواكي لقب «الآنسة ليزي». واصلت تقليد العمل الخيري إذ تظهر السجلات التاريخية أن الآنسة بلانكينتون قدمت العديد من الهدايا لمواطني ميلواكي لمساعدتهم. من باب الاحترام، تمت الإشارة إليها باسم «الراعية المحلية» بسبب حبها في العطاء. كانت إحدى هداياها العامة عبارة عن تبرع بقيمة 100,000 دولار (ما يعادل 2.6 مليون دولار في عام 2020) في عام 1892 والذي ساهمت به لبناء أول منظمة خيرية (واي دبليو سي إيه) في المدينة لتأمين سكن ميسور التكلفة للنساء العاملات. اشترت أيضًا أورغن مؤلف من مجموعة من الأنابيب بقيمة 10000 دولار (ما يعادل 0.2 مليون دولار في عام 2020) مقابل نصف مليون دولار آخر آنذاك لوضعه في قاعة ميلواكي.

### نصب واشنطن في ميلواكي
كانت أبرز هدية قدمتها إليزابيث هي تمثال جورج واشنطن البرونزي لمدينة ميلواكي، الذي تم الإعلان عنه لأول مرة في يناير عام 1885. نحته الفنان بارك البالغ من العمر 47 عامًا وتم تشييده لاحقًا في نوفمبر عام 1885، واعتُبر أول قطعة فنية عامة في ميلواكي بقيمة بلغت حوالي 20000 دولار (أي ما يعادل 507,000 دولار في عام 2020). صُمم التمثال لجورج واشنطن، البالغ من العمر 43 عامًا، بالزي العسكري بوصفه رئيس الأركان للجيش القاري، يبلغ ارتفاع التمثال 9 أقدام و 2 بوصة (2.79 متر) على قاعدة من الغرانيت بارتفاع 12 قدمًا و 1 بوصة (3.68 متر). يوجد مجسم التمثال الكامل بقاعدة 12 قدمًا تم وضعه على قاعدة من الحجر الجيري المأخوذ من مدينة واواتوسا، ويبلغ ارتفاعه 13.5 قدمًا (4.1 مترًا) مربعًا بعمق 7 أقدام (2.1 مترًا) بعرض 4 خطوات.
تشمل النقوش على التمثال: على الجانب الأيسر السفلي، «آر إتش بارك إس سي» مع جمل كتبها النحات (الذي كان خطيب بلانكينتون آنذاك)؛ على ظهر القاعدة، «هدية/إليزابيث إيه. بلانكينتون/إلى مدينة ميلواكي/1885»؛ وفي مقدمة القاعدة، ببساطة «واشنطن». يوجد أسفل التمثال شخصيتان برونزيتان، أم وطفل، تم تضمينهما بعد طلب خاص من بلانكينتون. في الوقت الذي كان فيه المهاجرون يأتون بأعداد كبيرة للعيش في ميلواكي، فإن إدماجهم يهدف إلى تصوير أم تُشير لطفلها إلى والد الولايات المتحدة، وهذا يدل على أنه رسالة حول أهمية التاريخ أو التعليم.
في عامي 2016 – 2018، تم ترميم التمثال بشكل كامل.